# To Hell with It
To Hell with It (reso graficamente to hell with it) è il primo mixtape della cantautrice britannica PinkPantheress, pubblicato il 15 ottobre 2021 su etichette discografiche Parlophone ed Elektra Records.

## Descrizione
To Hell with It è stato descritto come un mixtape bedroom pop, drum and bass e UK garage, largamente ispirato alla musica degli anni duemila. Contiene inoltre elementi e influenze di hyperpop, jungle e pop punk, nonché diversi campionamenti tratti da brani appartenenti ai suddetti generi. Tutte le tracce presenti hanno una durata media di un minuto e mezzo, solo tre brani varcano la soglia dei due minuti di lunghezza. Mentre la prima parte è stata registrata nella camera da letto dell'artista, la restante parte è stata registrata in vari studi.

## Promozione
Il 29 gennaio 2021 è stato reso disponibile su Apple Music il singolo apripista Pain, che ha presto guadagnato popolarità su TikTok; raggiungerà il 35º posto della Official Singles Chart. Il 4 giugno successivo è uscito Break It Off, anch'esso diventato virale.
Il 2 luglio 2021 è stato pubblicato il terzo singolo Passion, mentre il successivo 13 agosto è stato messo in commercio Just for Me, che diventa la seconda top fourty dell'artista nella classifica britannica. Il 6 ottobre 2021, dopo aver annunciato l'uscita del mixtape, la cantante ha reso disponibile il quinto singolo I Must Apologise.

## Accoglienza
| Recensione           | Giudizio |
| -------------------- | -------- |
| Clash                | 9/10     |
| DIY                  |          |
| Dork                 |          |
| Gigwise              |          |
| HipHopDX             | 4,3/5    |
| NME                  |          |
| Pitchfork            | 7,3/10   |
| Rolling Stone        |          |
| The Line of Best Fit | 9/10     |

To Hell with It ha ottenuto recensioni prevalentemente positive da parte dei critici musicali. Su Metacritic, sito che assegna un punteggio normalizzato su 100 in base a critiche selezionate, l'album ha ottenuto un punteggio medio di 86 basato su dieci recensioni.

## Tracce
1. Pain – 1:38 (PinkPantheress, Martin Green, Mike Powell)
2. I Must Apologise – 1:48 (PinkPantheress, Crystal Waters, Neal Conway, Oscar Scheller)
3. Last Valentines – 1:13 (PinkPantheress, Brad Delson, Chester Bennington, Dave "Phoenix" Farrell, Joe Hahn, Mark Wakefield, Mike Shinoda, Rob Bourdon)
4. Passion – 2:18 (PinkPantheress, Izco, Jkarri)
5. Just for Me – 1:56 (PinkPantheress, Alexander Crossan)
6. Noticed I Cried – 1:22 (PinkPantheress, Franz Buchholtz, Oscar Scheller)
7. Reason – 2:11 (PinkPantheress, Zach Nahome)
8. All My Friends Know – 1:58 (PinkPantheress, Sven Tortenson)
9. Nineteen – 2:33 (PinkPantheress, Dill Aitchison, Tomaz Di Cunto)
10. Break It Off – 1:36 (PinkPantheress, Adam Fenton)

Note
- Pain contiene elementi tratti da Flowers delle Sweet Female Attitude.
- I Must Apologise contiene elementi tratti da Gypsy Woman (She's Homeless) di Crystal Waters.
- Last Valentines contiene elementi tratti da Forgotten dei Linkin Park.
- Noticed I Cried contiene elementi tratti da And Yet... di Signaldrift.
- All My Friends Know contiene elementi tratti da Wind Glider di Sven Tortenson.
- Nineteen contiene elementi tratti da Outro Lugar di Toco.
- Break It Off contiene elementi tratti da Circles di Adam F.

## Successo commerciale
Il disco ha debuttato alla 20ª posizione della Official Albums Chart britannica con 3 548 unità di vendita.

## Classifiche
| Classifica (2021) | Posizione massima |
| ----------------- | ----------------- |
| Belgio (Fiandre)  | 188               |
| Irlanda           | 36                |
| Lituania          | 20                |
| Nuova Zelanda     | 27                |
| Portogallo        | 6                 |
| Regno Unito       | 20                |
| Stati Uniti       | 73                |